# Christian Friedrich Stromeyer
Christian Friedrich Stromeyer   (Hannover, 26 de març de 1761 - Hannover, 26 d'octubre de 1824) va ser un cirurgià alemany i pare de Louis Stromeyer.
Després d'una estada a Anglaterra, on va acabar els estudis, va passar a establir-se a la seva ciutat natal, va ser nomenat cirurgià de l'hospital. A partir del 1799 va introduir a Alemanya la pràctica de la vacunació, que havia importat d'Anglaterra, i se li deu també l'organització del servei sanitari de l'exèrcit de Hannover. En col·laboració amb Ballhorn va publicar diverses Memòries relatives a la vacunació; entre elles figura: Traité de l'inoculation de la vaccine, avec l'exposé fait sur cet objet à Hanouvre (Leipzig, 1801).